# Caballo en fuga
Caballo en fuga es una novela corta del escritor alemán Martin Walser. Fue creada como un trabajo paralelo a las pocas semanas del verano de 1977, pero después de su publicación a principios de 1978 se convirtió en el mayor éxito de Walser hasta la fecha. Recibió una acogida muy positiva por parte de los críticos literarios y una fuerte demanda por parte de los lectores. Durante los siguientes 30 años, la novela se convirtió en un éxito de ventas con una tirada total de más de un millón de copias.
La novela describe el encuentro de dos parejas de mediana edad que estaban de vacaciones en el lago de Constanza. Los dos hombres, antiguos amigos de la escuela, han tenido vidas muy diferentes. Mientras el profesor de secundaria Helmut Halm se retira del mundo con su esposa Sabine y encuentra la felicidad en ser incomprendido por el mundo, el periodista Klaus Buch persigue el éxito y el reconocimiento social, y también busca la autoafirmación de su esposa Helene, mucho más joven. A lo largo de la novela, ambas actitudes ante la vida se ponen en duda. El conflicto entre amigos culmina en un viaje en barco por el tormentoso lago de Constanza, durante el cual uno de los oponentes cae por la borda.

## Argumento
Helmut Halm, profesor titular del Eberhard-Ludwigs-Gymnasium de Stuttgart, y su esposa Sabine pasan desde hace once años sus vacaciones con su spaniel Otto en el lago de Constanza. Al matrimonio Zürn siempre le alquilan el mismo apartamento de vacaciones con ventanas enrejadas. La imagen que Halm presenta al mundo debe corresponder lo menos posible a la realidad de su vida. Teme que cuanto más sepan los demás sobre él, más poder obtendrán sobre él. Suele llevarse bien con su esposa Sabine sin utilizar muchas palabras. Ya casi no tienen relaciones sexuales, su matrimonio ha asumido un estado de calma e inmovilidad que él disfruta. Ha elegido los cinco volúmenes de los diarios de Kierkegaard como material de lectura para las vacaciones.
Cuando el amigo de la escuela y la universidad de Helmut Halm aparece de repente, termina el acuerdo bien establecido. Klaus Buch es un periodista obsesionado tanto por el fitness como por la alimentación saludable. Está casado con Helene, mucho más joven que él. Inmediatamente le trae recuerdos de su pasado compartido con Helmut, que Helmut, en su deseo de ser incomprendido por el mundo, sólo soporta con incomodidad. Contra su voluntad, las parejas se reúnen para realizar actividades de ocio. Klaus Buch polemiza contra la pequeña burguesía tensa y estirada desde la perspectiva aparentemente superior de un hombre de éxito mental y sexualmente liberado, mientras que Helmut se ve obligado a ponerse a la defensiva defendiendo su forma de vida. Sabine se siente atraída por el amor por la vida que desprende Klaus Buch. Helmut, por otro lado, se siente al mismo tiempo emocionado y avergonzado por la casual exhibición de erotismo de Helene.
Durante una caminata hasta el punto más alto, acontece un momento simbólico cuando un caballo desbocado galopa hacia el grupo. Klaus logra atrapar al caballo y explica: “No puedes interponerte en el camino de un caballo que huye. Debe tener la sensación de que su camino sigue despejado. Y: un caballo que huye no permite que nadie le hable."  En uno de los días siguientes, los dos hombres emprenden un viaje en barco solos, durante el cual Klaus intenta persuadir a su amigo para que tengan un futuro juntos en las Bahamas. La ya tensa situación se intensifica cuando el barco queda atrapado en una tormenta. Klaus ve la batalla contra los elementos como un desafío y gira con fuerza contra el viento. Helmut teme con miedo mortal que su amigo vuelque el barco. Le quita el timón de la mano a Klaus, lo que hace que éste caiga por la borda y la corriente se lo lleve.
Después de que amaina la tormenta, Helmut regresa solo con las dos mujeres. Creyendo que Klaus había muerto, Helene revela la hipocresía de su vida a su lado: Klaus estaba consumido por las dudas sobre sí mismo, no creía en sus habilidades como periodista, se veía a sí mismo como un fracasado y un “criminal” que sólo engañaba a los demás. Deliberadamente mantuvo reducida a su esposa, una pianista de formación, y le prohibió tocar música para sentirse igual a ella. El encuentro con Helmut fue su salvación de su desesperanza; esperaba recuperar la razón y el equilibrio de su viejo amigo de la infancia. Klaus Buch entra en el apartamento de vacaciones mientras Helene toca el piano. Contrariamente a lo esperado, sobrevivió a la tormenta y Helene inmediatamente va a su lado. Las parejas se separan sin intercambio de miradas entre Helmut y Klaus. Halms se marcha temprano. Durante el viaje en tren a Montpellier, Helmut le cuenta a Sabine la historia de las vacaciones; su última frase es el comienzo de la novela.

## Estilo narrativo
Desde el punto de vista narrativo, lo destacable es la fuerte focalización, que permite que las cosas aparezcan desde el punto de vista de Helmut y a través de la cual el lector obtiene una visión profunda de su vida interior.

## Posición en la obra de Walser
Caballo en fuga fue un punto de inflexión en la obra de Walser en varios sentidos. La novela resultó ser el éxito de ventas que Walser, a pesar de ser un escritor consagrado desde hacía mucho tiempo, tuvo que esperar mucho tiempo. El éxito de público y crítica le dio a Walser la seguridad financiera para poder concentrarse completamente en su trabajo de escritor.
En términos de contenido, la novela fue vista a menudo como un alejamiento de las posiciones políticas anteriores de Walser hacia una nueva subjetividad. Marcel Reich-Ranicki juzga en su elogiosa reseña que Walser “aparentemente ya no tiene la ambición de cambiar el mundo con la poesía. Sólo quiere mostrar un pedazo de este mundo. No deberías esperar nada más de la literatura.”  Jörg Magenau lo tradujo así: “Ha renunciado al socialismo y ahora recibe la recompensa por ello.”  El propio Walser protestó contra tal valoración. “¿Dónde, dónde habría expresado esta ambición, dónde? Siempre lo he dicho: en el mejor de los casos, un autor se cambia a sí mismo escribiendo”. Al mismo tiempo, Caballo en fuga no es en modo alguno un libro apolítico: “Cuando miro la novela, no me parece una observación privada de cómo estos dos hombres, Halm y Buch, aparicen de diferentes maneras, viven actitudes competitivas que, en cierta medida, devoran a la persona.”  El trasfondo político de la novela es que sólo puede ocurrir de esta manera en nuestra sociedad.
Estilísticamente, Caballo en fuga también representó un punto de inflexión en la obra de Walser. Gerald A. Fetz afirmó que en la novela “cuanto más disciplinado sea el lenguaje, mayor será la claridad de la trama, más claramente comprensible la fábula -¡incluso hay ' acción '!- la forma más completa y la comprensibilidad general" en comparación con las novelas anteriores de Walser. Joachim Kaiser echó de menos su “jungla de almas y palabras mil veces más discutibles, mil veces más maravillosas” en la novela. Y Martin Lüdke afirmó que el “valor de entretenimiento cada vez mayor” de la prosa de Walser exige un alto precio: “El recurso de Walser a formas literarias tradicionales [la forma de novela] va de la mano con el recurso a una forma de conciencia que hace mucho tiempo que fue destrozada. […] Martin Walser avanza hacia la frontera fluida que separa la 'literatura' del 'entretenimiento'.” 
Como en muchas otras obras de Walser, el protagonista de Caballo en fuga está dotado de rasgos de su autor. Paul F. Reitze escribió en una reseña: “Su tema principal se llama Walser. Tu propia persona es desmantelada, cortada en cuartos y mitades con un afilado cuchillo.”  La cercanía de Walser a Helmut Halm se remonta a su crisis de la mediana edad (el propio Walser había cumplido 50 años unos meses antes de que se escribiera la novela). Sobre el entorno espacial: Walser vive en Nußdorf, junto al lago de Constanza, según la perspectiva de la pequeña burguesía de Halm. Walser explicó la constelación de personajes en Caballo en fuga : “Cuando escribí el libro, tenía la opinión de que con mi personaje Helmut Halm simplemente representaba mi propia posición frente a una serie de personajes que realmente conozco y que he resumido. en el personaje de Klaus Buch.”  Otros lectores vieron dos caras de la personalidad de Walser en los dos protagonistas masculinos. Según Hans-Erich Struck, Walser, al igual que Klaus Buch, es un buen marinero y, al igual que Klaus Buch, tiene una especial sensibilidad hacia la dependencia y los insultos. Para Michael Zimmer, Walser dividió su biografía como académico alemán en las alternativas de profesor de secundaria y periodista, que interpreta en la novela.
El escenario y los personajes de la novela se repiten varias veces en la obra de Walser. La especial relación del autor con su casa en el lago de Constanza quedó expresada en su segundo libro, Heimatlob, publicado en 1978, que combinaba textos de Walser con acuarelas del pintor André Ficus. En 1985, Walser escribió la novela Brandung, continuando las vidas de Sabine y Helmut Halm y trasladándolos de su lago natal de Constanza a California, donde Halm aceptó una cátedra visitante en una universidad estadounidense. Gottlieb Zürn, el propietario del apartamento de vacaciones de los Halm, es el personaje principal de las novelas de Walser Das Schwanenhaus, Jagd y Der Augenblick der Liebe..

## Antecedentes
Caballo en fuga se creó en el verano de 1977 mientras Walser trabajaba en su novela Soul Work. Después de que se terminara una primera versión de Soul Work a finales de julio de 1977, Walser, según sus propias palabras, “quería distanciarse lo más posible de lo que se había escrito para poder trabajar en la novela” y por eso recurrió a un novela corta, escrita en quince días como ejercicio de relajación. Walser calificó a Caballo en fuga como una “obra de verano que rápidamente se desvanece” y envió el manuscrito a Siegfried Unseld, su editor en Suhrkamp Verlag, el 8 de septiembre de 1977. Su reacción fue positiva: “Te felicito a ti y a mí y a nosotros”. La tirada inicial para la primavera siguiente se fijó en 25.000 ejemplares. La novela también apareció como preimpresión en el Frankfurter Allgemeine Zeitung del 24 de enero de 1978.
Justamente del Frankfurter Allgemeine Zeitung, Martin Walser hebía tenido que aceptar las críticas más duras de su carrera hasta la fecha con su última novela Más allá del amor, publicada en la primavera de 1976. El título con el que Marcel Reich-Ranicki hizo su reseña, Más allá de la literatura, expresaba lo que el crítico pensaba sobre la última obra de Walser. Reich-Ranicki juzgó Más allá del amor: “Una novela intrascendente, mala, miserable. No vale la pena leer ni un capítulo ni una sola página de este libro”. Lamentó el declive literario de Walser, que alguna vez fue visto como la esperanza de la literatura de posguerra, pero que ahora "ya no era capaz de mantener sus palabras".

## Recepción
Fue Marcel Reich-Ranicki quien marcó la pauta para la recepción de Caballo en fuga dos años después. Cuando fue publicada anticipadamente en la FAZ, consideró que la novela de Walser era “su libro más maduro, más bello y mejor”. Se trata de “una obra maestra de la prosa alemana de estos años, en la que Martin Walser demuestra ser un maestro de la observación y de la psicología, un virtuoso del lenguaje”. Reich-Ranicki explicó entonces su crítica al último libro de Walser de forma pedagógica: "La crítica [...] fue un último y desesperado intento de influir en la trayectoria literaria de Martin Walser". En su detallada reseña seis semanas después, añadió que Walser había “superado la locuacidad y recuperado la elocuencia. Pocas veces en la literatura alemana contemporánea se captura el lenguaje cotidiano de los intelectuales de forma tan precisa y reveladora.” 
La gran mayoría de las 130 reseñas de la novela publicadas entre febrero y agosto de 1978 siguieron la entusiasta crítica de Reich-Ranicki. Achim Ayren consideró que “esta historia podría pertenecer a lo que queda de un siglo”. Peter Wapnewski encontró “una historia sencilla, frágil y triste. […] Ingeniosa, especialmente en su informalidad. […] Una parábola sobre la impotencia del hombre en medio de un mundo de fuerza y potencia creado por el hombre.”  Reinhard Baumgart destacó la dimensión socialmente crítica de la novela. Describe “un sistema social que ya no proporciona ningún sentido a la vida, que Halm sólo experimenta como una producción de ilusión y el libro como un universo de fraude”. Walser logró “una verdadera hazaña de planificación y economía” que “estuvo cerca de la cuadratura del círculo, de la objetivación narrativa de su subjetividad” . Benjamin Henrichs también aplaudió una “novela que sería elogiada con moderación con la palabra 'magistral'. Un placer de lectura que seguramente no estará al alcance de muchos en este año literario de 1978”. Sin embargo, al final sintió “algo mecánico y aleccionador” acerca de una configuración experimental “extremadamente artificial” y un capítulo final que, con su “dramaturgia de revelación más trivial”, era “revelador, pero simplemente aburrido. "  Günter Zehm fue aún más lejos en su crítica. Para él, “no puede afirmarse de que se trataba de una 'obra maestra de la literatura alemana'”. Critica especialmente la escora de la novela: “Las ponderaciones están distribuidas de manera demasiado desigual. El corpulento lector de Kierkegaard, Halm, abrazado a un peso mosca acuoso: algo así parece simplemente gracioso, y hay que sospechar que esta comedia es involuntaria." 
Caballo en fuga se convirtió en un éxito de ventas. La primera edición de 25.000 ejemplares se agotó a los pocos días. A finales de noviembre de 1978 se publicó la séptima edición con un total de 132.000 ejemplares. Desde su publicación el 1 de marzo de 1978, la novela estuvo durante todo el año en la lista de libros más vendidos del Spiegel y alcanzó el segundo lugar en la clasificación anual. Fue votada dos veces primera en la lista de mejores SWR por una selección de 26 críticos. En 2006, se habían vendido más de un millón de copias de la novela en 26 ediciones.

## Adaptaciones
En 1985, como preludio del Teatro de Verano de Meersburg fundado por Walser y Rolf Hochhuth, Ulrich Khuon, el entonces dramaturgo del Stadttheater Konstanz, escribió una adaptación teatral de Caballo en fuga, a la que el propio Walser contribuyó con una escena con una conversación entre los dos personajes femeninos principales. La pieza comienza en el apartamento de vacaciones de los Halm, cuando ya conocen a los Buch y esperan su visita. La escena del caballo que huye fue eliminada. El viaje en barco de Helmut y Klaus es el punto culminante dramatúrgico de la obra, que termina con el monólogo de ajuste de cuentas de Helene y el regreso del desaparecido Klaus. La producción en Meersburg resultó ser un éxito de público con su estreno el 19 de julio de 1985 y otras doce funciones con entradas agotadas. Las críticas de la obra fueron en su mayoría positivas. Sin embargo, Der Spiegel echó en falta el “amor por el detalle y la precisión que el texto de Walser exige en su versatilidad demostrativa en lo neurótico, obsceno y vulnerable si no se quiere caer en  declamatorio y satírico”. Walser la adaptó para una versión radiofónica, que él mismo dirigió. Fue transmitida por primera vez el 17 de marzo de 1986 por Bayerischer Rundfunk.
Unos días más tarde, el 26 de marzo de 1986, ARD emitió una adaptación televisiva de Caballo en fuga,  que fue dirigida por Peter Beauvais y basada en un guion de Ulrich Plenzdorf. Los actores fueron Vadim Glowna, Rosel Zech, Dietmar Mues y Marita Marschall. El propio Walser había revisado el guion poco antes de que comenzara la producción a petición de Beauvais, pero en retrospectiva lo consideró una "catástrofe" que "sólo saqueó la novela". Benedikt Erenz, por su parte, calificó la realización como “fiel al libro” y “una versión cinematográfica muy lograda de un texto difícil”.
En la película Caballo en fuga del año 2007, del director Rainer Kaufmann, Ulrich Noethen interpretó a Helmut, Ulrich Tukur a Klaus, Katja Riemann a Sabine y Petra Schmidt-Schaller a Helene.  El largometraje, estrenado el 20 de septiembre de 2007, alcanzó casi 360.000 espectadores  está disponible en DVD desde 2008. Trasladó la novela al presente con mucha más libertad que la primera adaptación cinematográfica y se centró en una comedia de relaciones entretenida y sin pretensiones de crítica social. Walser, que trabajó en el guion, quedó satisfecho con el resultado: "Es una obra  de arte cinematográfica en sí misma, no una mera adaptación".

### Ediciones en alemán
- Martin Walser: Ein fliehendes Pferd. Suhrkamp Verlag, Frankfurt am Main 1978, ISBN 3-518-04269-6 (primera edición, tapa dura)
- Martin Walser: Ein fliehendes Pferd. Suhrkamp Taschenbuch Verlag, Frankfurt am Main 1980, ISBN 3-518-37100-2 (Suhrkamp Taschenbuch 600; las citas utilizadas se refieren a esta versión)
- Martin Walser: Ein fliehendes Pferd. Lectura completa del autor. El Hörverlag, Múnich 2007, ISBN 3-86717-098-3
- Martin Walser: Ein fliehendes Pferd. Jugar. Colaboración con Ulrich Khuon. Suhrkamp, Fráncfort del Meno 1985, ISBN 3-518-11383-6

### Literatura secundaria
- Olaf Kutzmutz: Martin Walser: Ein fliehendes Pferd. Lektüreschlüssel für Schüler. Reclam, Stuttgart 2006, ISBN 978-3-15-015373-4
- Elmar Nordmann: Martin Walser: Ein fliehendes Pferd. Königs Erläuterungen und Materialien, 376. Bange, Hollfeld 2008, ISBN 978-3-8044-1884-4
- Hans-Erich Struck: Martin Walser: Ein fliehendes Pferd. Oldenbourg, München 2002. ISBN 3-486-01427-7
- Michael Zimmer: Martin Walser: Ein fliehendes Pferd. Interpretationen und Materialien. Beyer, Hollfeld 2007, ISBN 978-3-88805-167-8
- Gerald A. Fetz: Martin Walser. Metzler, Stuttgart 1997, ISBN 978-3-476-10299-7, p. 118–123
- Achim Sigge, Patrick Süskind: Unterrichtsmodelle: Walser, "Ein fliehendes Pferd". Reihe: Einfach Deutsch – Gymnasiale Oberstufe. Schöningh 1998 ISBN 3140222823
- Werner Zimmermann: Deutsche Prosadichtungen unseres Jahrhunderts. Interpretationen für Lehrende und Lernende. Unter Mitarbeit von Klaus Lindemann, Teil 3: Deutsche Prosadichtungen der Gegenwart. Schwann, Düsseldorf 1988, zuletzt 1997, ISBN 3590153458, p. 104–140